# Podallea pellita
Podallea pellita is een insect uit de familie van de Berothidae, die tot de orde netvleugeligen (Neuroptera) behoort. 
Podallea pellita is voor het eerst wetenschappelijk beschreven door U. Aspöck & H. Aspöck in 1981.